# Mendaza
Mendaza és un municipi de Navarra, a la comarca d'Estella Oriental, dins la merindad d'Estella. Limita al nord amb Lana, a l'est amb Ancín, Piedramillera i Sorlada; al sud amb Desojo i Mués; i a l'oest amb Mirafuentes i Zúñiga. Està format pels concejos de:
| Entitat de Població | Pob. (2006) |
| ------------------- | ----------- |
| Acedo               | 152         |
| Asarta              | 53          |
| Mendaza             | 96          |
| Ubago.              | 32          |

## Demografia
| Evolució demogràfica                               | Evolució demogràfica | Evolució demogràfica | Evolució demogràfica | Evolució demogràfica | Evolució demogràfica | Evolució demogràfica | Evolució demogràfica | Evolució demogràfica | Evolució demogràfica | Evolució demogràfica |
| 1996                                               | 1998                 | 1999                 | 2000                 | 2001                 | 2002                 | 2003                 | 2004                 | 2005                 | 2006                 | 2007                 |
| -------------------------------------------------- | -------------------- | -------------------- | -------------------- | -------------------- | -------------------- | -------------------- | -------------------- | -------------------- | -------------------- | -------------------- |
| 401                                                | 379                  | 372                  | 367                  | 363                  | 356                  | 352                  | 347                  | 340                  | 333                  | 323                  |
| Fonts: Mendaza i Institut d'Estadística de Navarra |                      |                      |                      |                      |                      |                      |                      |                      |                      |                      |